# 四號驅逐戰車
四號驅逐戰車（Jagdpanzer IV，Sd.Kfz. 162）是一種驅逐戰車，為利用四號戰車底盤發展出的三種主要衍生型之一。本車係用以替代三號突擊砲，其開發違反了裝甲兵總監海因茨·古德里安的期望。古德里安認為不必要轉移四號戰車的生產資源，因為三號、四號突擊砲能夠充分勝任它們的角色。

## 發展沿革
1942年末，德國陸軍軍備局提出新的驅逐戰車需求，要求該車必須與四號戰車零件共通，且可搭載豹式戰車所裝備的Pak 42 70倍徑砲。
不同於之前的驅逐戰車，如黃鼠狼系列，本車的主砲被直接嵌入車體上部結構中，以儘可能的降低車體輪廓。四號驅逐戰車保有基本型態的四號戰車底盤，但原有的垂直前部裝甲被大角度傾斜的凸出前部裝甲所取代。為了搭載全新的上部結構，本車變更內部設計，改變了油箱及彈藥架的位置。因為本車沒有砲塔，因此原本用以提供四號戰車砲塔旋轉所需動力的馬達便被移除了。
本車的上部結構採用傾斜裝甲設計，可以較薄的裝甲厚度提供較大的防禦效果，同時前部裝甲的厚度達到80mm。為了儘可能簡化生產流程，本車的上部結構係製作成具有楔形連結部的裝甲板，再焊接起來。
本車主武裝為7.5cm砲，原設計為裝備PaK 42 70倍徑砲，但礙於生產數量不足，致使預量產型和先期量產型裝備了較舊型的7.5 cm PaK 39 48倍徑砲。此砲的砲身較短，且威力也不如PaK 42。後期生產型裝備了倍徑較大的主砲，導致四號驅逐戰車前方過重，尤其厚重的前部裝甲影響更甚。這大幅降低了本車的機動性與越野性能，為此本車車組員將其戲稱為「古德林之鴨」。
四號驅逐戰車的最終發展型於1943/12定案並於1944/1投產，裝備PaK 39 48倍徑砲的車型一直生產到11月。裝備PaK 42 70倍徑砲的車型則自8月起開始生產，直到1945年的3、4月為止。原本打算停止四號戰車的生產，以便能夠專注於生產四號驅逐戰車，但是這計畫從未實現。

## 衍生型號
- 四號驅逐戰車0系列

裝備7.5 cm PaK 39 43倍徑砲的預量產型，僅在1943年12月僅生產少數。
- 四號驅逐戰車(Sd.Kfz.162)

裝備7.5 cm PaK 39 48倍徑砲，官方名稱Sturmgeschütz neuer Art mit 7.5 cm PaK L/48 auf Fahrgestell PzKpfw IV，從1944年1月至11月間生產，總數769-784輛。
- 四號驅逐戰車L/70 (V) (Sd.Kfz.162/1)

為兩種裝備裝備7.5 cm PaK 42 70倍徑砲的衍生型之一。1944到1945間約生產930-940輛，是生產數量最多的衍生型。(V)字代表設計者Vomag。
- 四號驅逐戰車L/70(A)(Sd.Kfz.162/1)

是另一種裝備7.5 cm PaK 42 70倍徑砲的四號驅逐戰車。本車型與(V)型的差異在於本車的上部結構是直接設置於標準四號戰車底盤上，且沒有前部傾斜凸出裝甲。由尼伯龍根工廠生產，1944到1945間僅生產了278輛，(A)字代表設計者"Alkett"。
小改裝及性能改良遍及整個生產線的所有衍生車型，一如數項現地改裝項目，其中最常見的改裝就是加裝裝甲側裙。原本四號驅逐戰車的48倍徑砲裝設有砲口制退器，但是由於砲口過於接近地面，每次開火都會揚起大量沙塵而曝露車輛位置，迫使許多車組人員於現地拆除砲口制退器。隨後的車型便省略了砲口制退器。
早期裝備48倍徑砲及70倍徑砲的車型皆具有防磁紋路表面處理，但是約略只持續到1944/9便不再施作此表面處理。在四号戰車J型出现后，後期車型采用了J型的底盘，因而只有三具托带轮而不是原本的四個，並採用了J型的雙垂直式排氣尾管。某些後期型車款也在兩側的第一組路輪裝設全鋼製路輪。

## 作戰歷史
四號驅逐戰車服役於裝甲師及SS裝甲師的反戰車分隊。本車曾參加諾曼第戰役、突出部之役以及東線的戰鬥。本車是非常成功的驅逐戰車，但是當忽視戰術規則而將本車當作戰車的替代品或突擊砲使用時，本車的表現就十分地拙劣。可是在戰爭晚期，本車經常被當作戰車的替代品運用，乃因那時往往沒有其他的車種可供選擇。
自諾曼第登陸起，鲁道夫·羅伊以四號驅逐戰車共取得36輛確認擊殺紀錄。1944年12月17日於比利時的阿登森林攻勢期間，他從他指揮的四號驅逐戰車中艙蓋探頭觀察車外狀況時，遭到美國狙擊手擊斃。
總體而言，本車的設計理念是成功的；二戰結束後，西德陸軍承袭驱逐战车的概念发展了KanonenJagdPanzer（火砲驱逐战车），但僅生產了少數其他形式的固定砲座自走砲。

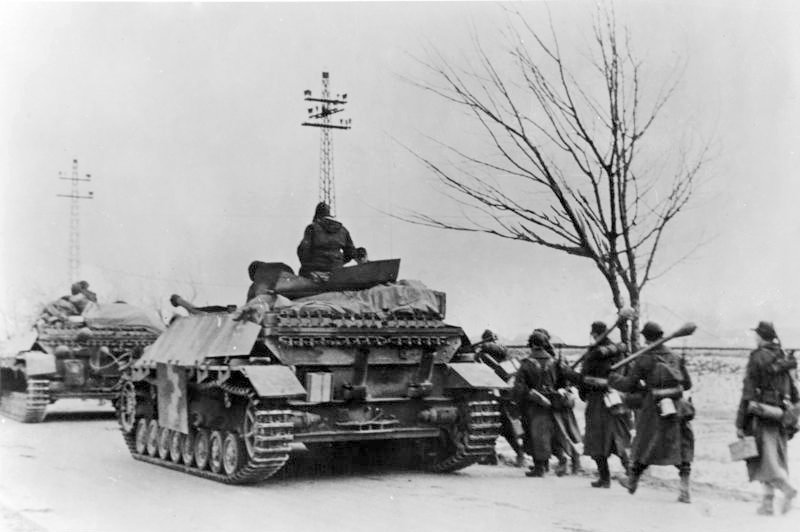
1944年12月於匈牙利行軍中的四號驅逐戰車團和步兵